# Linha Shinjuku
A Linha Toei Shinjuku (都営地下鉄新宿線, Toei Chikatetsu Shinjuku-sen) é uma linha do Metrô de Tóquio no Japão gerida pela Agência de Transportes da Metrópole de Tóquio (Toei). Ela liga a estação de Shinjuku à estação de Motoyawata em Ichikawa. Com uma extensão de 23,5 km, atravessa Tóquio de oeste a leste passando pelos distritos de Shinjuku, Chiyoda, Chuo, Kōtō, Sumida e Edogawa antes de chegar em Ichikawa, na província de Chiba. É também conhecida como Linha 10. Nos mapas, a linha é de cor verde e identificada pela letra S.

## História
O primeiro trecho da linha foi inaugurado em 21 de dezembro de 1978, entre Iwamotochō e Higashi-Ōjima. Em 16 de março de 1980, a linha foi estendida a oeste para Shinjuku e a interconexão com a rede Keiō é inaugurada. A linha é então estendida para o leste em 3 etapas: Funabori (23 de dezembro de 1983), Shinozaki (14 de setembro de 1986) e, finalmente, Motoyawata (19 de março de 1989) seu terminal atual.

## Interconexão
A linha é interconectada a Shinjuku com a linha nova Keiō da rede Keiō.

## Estações
A linha inclui 21 estações, identificadas de S-01 a S-21.
| Número | Estação           | Nome japonês | Distância (km) | Correspondências | Cidade   | Cidade              |
| ------ | ----------------- | ------------ | -------------- | --- | -------- | ------------------- |
| S-01   | Shinjuku          | 新宿         | 0              | Toei : Oedo JR East : Chūō, Chūō-Sōbu, Saikyō, Shōnan-Shinjuku, Yamanote Keiō : Keiō, Nouvelle Keiō (interconexão) Odakyū : Odawara Tokyo Metro : Marunouchi | Shinjuku | Tóquio              |
| S-02   | Shinjuku-sanchōme | 新宿三丁目   | 0,8            | Tokyo Metro : Fukutoshin, Marunouchi | Shinjuku | Tóquio              |
| S-03   | Akebonobashi      | 曙橋         | 2,3            | | Shinjuku | Tóquio              |
| S-04   | Ichigaya          | 市ヶ谷       | 3,7            | JR East : Chūō-Sōbu Tokyo Metro : Namboku, Yurakucho | Chiyoda  | Tóquio              |
| S-05   | Kudanshita        | 九段下       | 5,0            | Tokyo Metro : Hanzōmon, Tozai | Chiyoda  | Tóquio              |
| S-06   | Jimbōchō          | 神保町       | 5,6            | Toei : Mita Tokyo Metro : Hanzomon | Chiyoda  | Tóquio              |
| S-07   | Ogawamachi        | 小川町       | 6,5            | Tokyo Metro : Chiyoda (a Shin-Ochanomizu), Marunouchi (a Awajichō)                                                                                           | Chiyoda  | Tóquio              |
| S-08   | Iwamotochō        | 岩本町       | 7,3            | | Chiyoda  | Tóquio              |
| S-09   | Bakuro-Yokoyama   | 馬喰横山     | 8,1            | Toei : Asakusa (a Higashi-Nihombashi) JR East : Sōbu (a Bakurochō)                                                                                           | Chuo     | Tóquio              |
| S-10   | Hamachō           | 浜町         | 8,7            | | Chuo     | Tóquio              |
| S-11   | Morishita         | 森下         | 9,5            | Toei : Oedo | Koto     | Tóquio              |
| S-12   | Kikukawa          | 菊川         | 10,3           | | Sumida   | Tóquio              |
| S-13   | Sumiyoshi         | 住吉         | 11,2           | Tokyo Metro : Hanzomon | Koto     | Tóquio              |
| S-14   | Nishi-Ōjima       | 西大島       | 12,2           | | Koto     | Tóquio              |
| S-15   | Ōjima             | 大島         | 12,9           | | Koto     | Tóquio              |
| S-16   | Higashi-Ōjima     | 東大島       | 14,1           | | Koto     | Tóquio              |
| S-17   | Funabori          | 船堀         | 15,8           | | Edogawa  | Tóquio              |
| S-18   | Ichinoe           | 一之江       | 17,5           | | Edogawa  | Tóquio              |
| S-19   | Mizue             | 瑞江         | 19,2           | | Edogawa  | Tóquio              |
| S-20   | Shinozaki         | 篠崎         | 20,7           | | Edogawa  | Tóquio              |
| S-21   | Motoyawata        | 本八幡       | 23,5           | JR East : Chūō-Sōbu Keisei : Keisei (a Keisei-Yawata) | Ichikawa | Prefeitura de Chiba |